# Vesania
A Vesania egy lengyel szimfonikus black metal/blackened death metal együttes. 1997-ben alakultak meg Legionowoban. Éneklési szempontból az ordítás és a mély hörgés jellemző a dalaikra. Nevük latinul "őrületet" jelent.

## Tagok
Jelenlegi tagok
- Tomasz "Orion" Wróblewski – gitár, ének
- Dariusz "Daray" Brzozowski – dobok, ütős hangszerek
- Filip "Heinrich" Halucha – basszusgitár
- Krzysztof "Siegmar" Olos – billentyűk

Korábbi tagok
- Hatrah – billentyűk (1998-1999)
- Filip Zolynski – gitár, ének (1998-2003)
- Marcin "Valeo" Walenczykowski – gitár (2005-2018, 2018-ban elhunyt)[1]

## Diszkográfia
- Firefrost Arcanum (2003)
- God the Lux (2005)
- Distractive Killusions (2007)
- Deus Ex Machina (2014)